# دندان پیش
دندان‌های پیش یا دندان‌های پیشین (به انگلیسی: Incisors)، همان چهار دندان پیشین (جلویی) پستانداران چنددندانی است. این دندان‌ها هم در آروارهٔ پایین و هم فک بالا جای دارد.

## کاربرد
این دندان‌ها در پستانداران همه‌چیزخوار مانند انسان، برای تیز بریدن مواد پیشرفت پیدا کرده‌اند. در گربهها بریدن گوشت با دندان‌های نیش و Carnassial انجام می‌شود برای همین این دندان‌ها، کوچک مانده‌اند. در فیلها دندان‌های پیشین بالایی خم شده‌اند و به شکل عاج در آمده‌اند. در ناروالها این عاج به صورت مستقیم و پیچ خورده به دور خود، رشد کرده‌است. در جوندگان دندان‌های پیشین در طول زندگی همواره رشد می‌کند و با جویدن ساییده و کوتاه می‌شود.

## انسان
انسان بزرگسال معمولاً هشت دندان پیش در چهار گونه دارد، از هر گونه، دو دندان:
- دندان‌های پیش میانی در بالا (فک بالا، نزدیک‌ترین به مرکز لب‌ها)
- دندان‌های پیش کناری در بالا (فک بالا، در دو سوی دندان‌های پیش مرکزی)
- دندان‌های پیش میانی در پایین (فک پایین، نزدیک‌ترین به مرکز لب‌ها)
- دندان‌های پیش کناری در پایین (فک پایین، در دو سوی دندان‌های پیش مرکزی) کودکان اگر تمام دندان‌های شیری شان در آمده باشد، آن‌ها هم هشت دندان پیش دارند و این دندان‌ها هم نام دندان‌های دائمی اند.

### دیگر پستانداران
برخی از نخستی‌سانان مانند گربه و اسب، ۱۲ دندان پیش و جوندگان، چهار دندان پیش دارند در حالی که روباه، ۹ و خرگوش ۶ دندان پیش دارد.

## نگارخانه

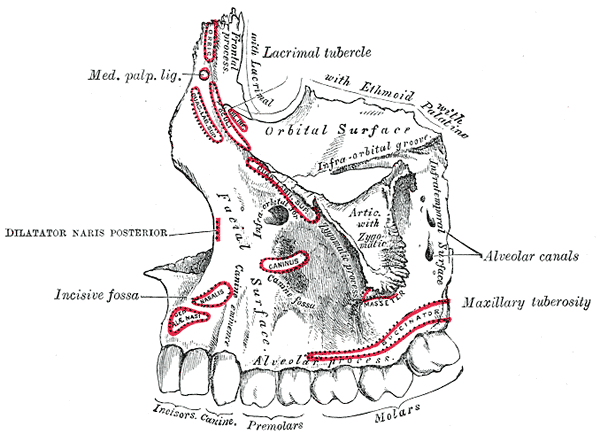
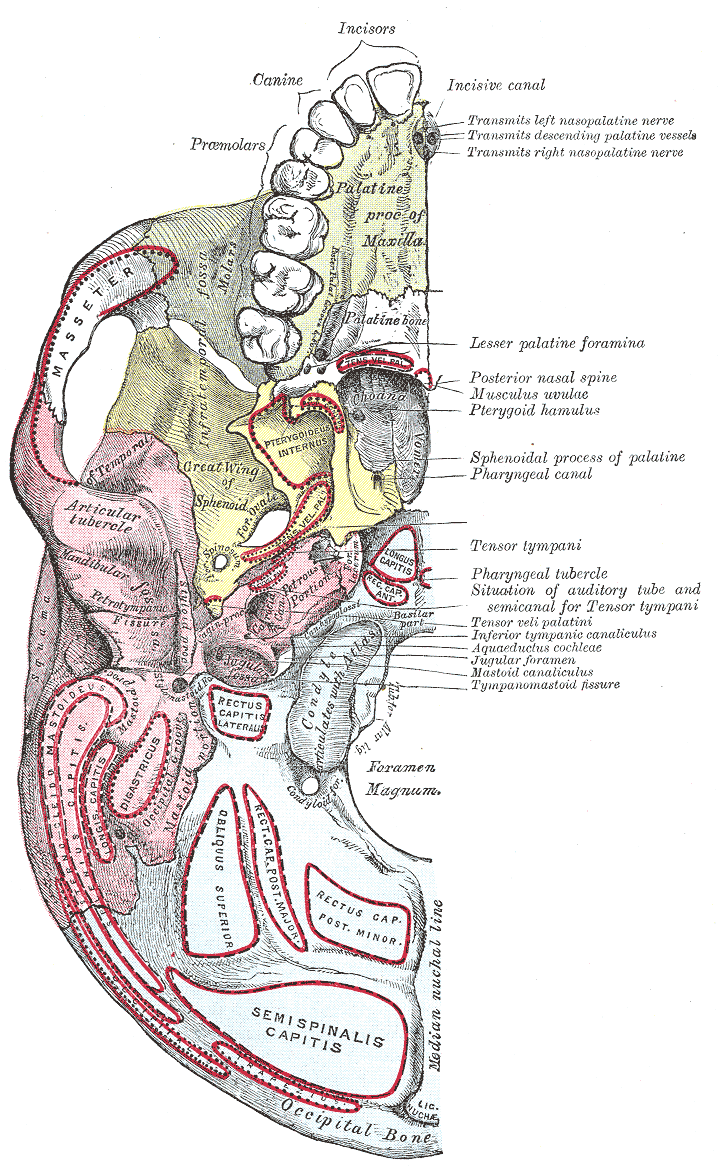